# NGC 2226
NGC 2226 este o galaxie situată în constelația Licornul. A fost descoperită în 1890 de către Edward Emerson Barnard.